# グリゴリー・スィロエシュキン
グリゴリー・セルゲーエヴィチ・スィロエシュキン（ロシア語: Григорий Сергеевич Сыроежкин、1900年1月25日 - 1939年2月26日）は、ソビエト連邦の職業的諜報員、チェキストである。最終階級は国家保安少佐。反ソビエト運動に対する諜報活動で活躍したが、大粛清のさなかに嫌疑をかけられ、処刑された。

## 生い立ちと初期の経歴
スィロエシュキンは1900年1月25日、サラトフ県バラショフ郡ヴォルコヴォ村の農家に生まれた。1905年には家族とともにチフリスへ移住し、父はチフリス守備隊で主計官として勤務した。1915年に軍に志願したが、未成年を理由に帰宅させられた。青年期はスポーツとサーカスに熱中し、手品と曲乗りを学んだ。著名なロシアの格闘家であるイワン・ポドゥブヌイとイワン・ザイキンに師事したが、負傷のため断念せざるを得なかった。その後、ザカフカーズ鉄道局で書記として勤務し、寄宿生学校の4学年試験に合格している。

## 赤軍入隊とチェーカーでの活動
1918年、スィロエシュキンは赤軍に志願し、セミョーン・キクヴィゼ指揮下の第6師団の一員として南部戦線で戦った。その後、第9軍革命裁判所の警備司令官を務めた。1919年には共産党に入党している。1920年春、ノヴォチェルカッスク・チェーカーへの出向を経て、カフカーズ戦線革命裁判所の取調官となった。1921年8月からはモスクワの共和国革命裁判所の取調官として活動し、タンボフでのアントーノフの反乱鎮圧や、サラトフ県バラショフ郡でのポポフ匪賊の殲滅作戦に参加した。

## 諜報活動における功績
1921年9月、スィロエシュキンは全ロシア非常委員会（ヴェーチェーカー）特別課（1922年からは国家政治保安部（OGPU）防諜課）に異動した。「シンジケート-2作戦」に参加し、ボリス・サヴィンコフの逮捕に貢献した。1925年9月には「トレスト作戦」において、イギリスの諜報員シドニー・ライリーを逮捕している。同年秋、北カフカーズ地方OGPU全権代表に異動し、作戦偵察支隊の一員としてチェチェンの匪賊対策特殊作戦に参加した。
1928年にはヤクーチアに派遣され、元白軍将兵がソ連からの分離を目指して武装蜂起を企てていた動きに対し、防諜作戦を指揮し反乱を未然に防いだ。東清鉄道紛争時には、ブリヤートの匪賊との戦闘にも従事した。1930年から1931年にかけてはモンゴルの反革命勢力鎮圧に参加している。1932年には白ロシアに派遣され、民族主義地下組織対策を指導し、「白ロシア解放連合」の壊滅に貢献した功績で金時計を授与された。
1933年からはレニングラードで勤務し、ドイツ特務機関のスパイ・テロ組織摘発に関する防諜作戦に参加した。この作戦中、エージェントとの会見のため、ドイツ、ノルウェー、フィンランド、スウェーデンへ渡航した。フィンランドではクロンシュタットの反乱指導者の一人であるステパン・ペトリチェンコと接触し、ソ連とフィンランドの国境における軍事情勢に関する詳細な情報を入手している。

## スペイン内戦と逮捕・処刑
スペイン内戦時には、共和国軍第14軍団の先任軍事顧問を務め、フランコ軍の背後での偵察・破壊工作作戦を遂行した。しかし、1938年末、赤軍大粛清に対する独自の見解を述べたため、叙勲を口実にモスクワへ召還された。
1939年2月8日、スィロエシュキンはポーランドのスパイ行為と反革命組織への参加の嫌疑で逮捕された。同年2月26日、ソビエト連邦最高裁判所軍事部会により死刑を言い渡され、同日銃殺された。

## 死後の名誉回復
スィロエシュキンは1958年に名誉回復された。

## 受賞歴
- レーニン勲章
- 赤旗勲章
- OGPU参事会からの名前入り武器
- 金時計